# 크워츠코군

돌니실롱스크주 지도에 표시된 크워츠코군의 위치

크워츠코군(폴란드어: powiat sejneński)은 폴란드 돌니실롱스크주에 위치한 군으로 군청 소재지는 크워츠코이며 면적은 1,643.37km2, 인구는 158,600명(2019년 6월 30일 기준), 인구 밀도는 97명/km2이다.
북서쪽으로는 바우브지흐군, 북쪽으로는 지에르조니우프군, 북동쪽으로는 종프코비체군과 접하며 동쪽, 남쪽, 서쪽으로는 체코와 국경을 접한다. 14개 지방 자치체(5개 도시, 6개 도시형 농촌, 3개 농촌)를 관할한다.

군기
군 문장